# Gia Luật Lưu Ca (nhà Nguyên)
Gia Luật Lưu Ca (chữ Hán: 耶律留哥, 1165 – 1220) hay Lưu Cách (琉格) , người dân tộc Khiết Đan, là thủ lĩnh nổi dậy phản kháng cuối đời Kim, nhà sáng lập nước Đông Liêu. Ông là một trong số ít thủ lĩnh nổi dậy chủ động quy phụ Mông Cổ, rất được Thành Cát Tư hãn xem trọng.

## Khởi nghĩa kháng Kim
Ban đầu Lưu Ca làm Thiên hộ ở bắc biên của nhà Kim. Thành Cát Tư hãn quật khởi ở Mạc Bắc, Kim đình e ngại di dân Khiết Đan nổi dậy, hạ lệnh cứ 1 hộ Khiết Đan thì lấy 2 hộ Nữ Chân kìm kẹp. Lưu Ca không yên lòng, năm 1212 , trốn đến Long An , Hàn Châu , tụ tập tráng sĩ, cướp bóc nơi ấy. Châu phát lính lùng bắt, đều bị Lưu Ca đánh đuổi. Khi ấy có Gia Luật Đích cũng nổi dậy, Lưu Ca bèn cùng ông ta hợp lực, tiến hành mộ binh, sau vài tháng lực lượng lên đến hơn 10 vạn. Mọi người đề cử Lưu Ca làm Đô nguyên soái, Đích làm phó, bày doanh trướng dài trăm dặm, uy chấn Liêu Đông.

## Quy phụ Mông Cổ
Thành Cát Tư hãn mệnh Án Trần Na Diễn, Hồn Đô Cổ hành quân đến Liêu Đông , Lưu Ca tìm đến xin hàng. Đôi bên họp mặt ở Kim Sơn, Lưu Ca làm thịt ngựa trắng, bò trắng, lên núi Kim Sơn nhìn về phía bắc, bẻ tên mà thề; Án Trần Na Diễn hứa hẹn sẽ giao việc chinh phục Liêu Đông cho ông.

## Đánh bại quân Kim
Kim đình sai Hàm Bình  binh mã đô tổng quản Hoàn Nhan Thừa Dụ soái 60 vạn quân, xưng trăm vạn, đến đánh Lưu Ca , đánh tiếng rằng ai bắt được 1 lạng xương của ông thì thưởng 1 lạng vàng, 1 lạng thịt của ông thì thưởng 1 lạng bạc, còn được thế tập 1 vạn hộ. Lưu Ca nhắm không địch nổi, cáo cấp với Mông Cổ. Thành Cát Tư hãn sai Án Trần, Bột Đô Hoan , A Lỗ Đô Hãn đưa 1000 kỵ binh đến giúp Lưu Ca, cùng quân Kim đối trận ở Địch Cát Não Nhi . Lưu Ca lấy cháu là An Nô làm tiên phong, đánh cho quân Kim đại bại, đem quân nhu bắt được hiến cho Mông Cổ. Thành Cát Tư hãn triệu Án Trần trở về, để lại Khả Đặc Ca làm phó của Lưu Ca, đồn trú đất ấy.

## Xưng vương định đô
Mọi người cho rằng Liêu Đông đã định, vào tháng 3 ÂL năm 1213 , đề cử Lưu Ca làm vương, tức là Liêu vương; ông lập vợ là Diêu Lý thị làm phi, đổi niên hiệu là Nguyên Thống , lấy thân thuộc là Gia Luật Tư Bất  làm quận vương, bọn Pha Sa, Tăng Gia Nô, Gia Luật Đích, Lý Gia Nô làm thừa tướng, nguyên soái, thượng thư, Thống Cổ Dữ, Trứ Bát  làm Hành Nguyên soái phủ sự; đặt quốc hiệu là Liêu, sử cũ gọi là nước Đông Liêu. Năm 1214 , Kim đình sai Ôn Địch Hãn Thanh Cẩu từ Ích Châu đi sứ, dụ hàng Lưu Ca, hứa ban cho bổng lộc cao, ông không nghe. Thanh Cẩu vốn làm Tri Quảng Ninh phủ, sau khi chạy trốn khỏi phủ Quảng Ninh phải bỏ lại vợ con, đến nay nhắm chừng không xong, bèn đi theo với nghĩa quân. Kim Tuyên Tông tức giận, sai Hàm Bình tuyên phủ Bồ Tiên Vạn Nô  lãnh hơn 40 vạn quân đến đánh . Lưu Ca chống trả ở thượng du Hoàng Hà thuộc huyện Quy Nhân , quân Kim tan vỡ, Vạn Nô thu tàn binh chạy về Đông Kinh . An Đông đồn tri A Liên sợ , sai sứ xin quy phụ. Vì thế Lưu Ca chiếm trọn châu quận Liêu Đông, bèn định đô ở Hàm Bình, gọi là Trung Kinh. Kim tả phó nguyên soái Di Lạt Đô  đem 10 vạn quân  đến đánh, lại bị Lưu Ca đánh bại.

## Từ chối xưng đế
Tháng 10 ÂL năm 1215 , Bồ Tiên Vạn Nô tự xưng Thiên vương, phản kháng nhà Kim, đem quân lên phía bắc đánh Hàm Bình, buộc Lưu Ca phải bỏ chạy. Sau đó Vạn Nô ra phía đông đánh Sa Tốc, bị quân Kim đánh bại; Vạn Nô không cam lòng, đem quân tái chiến, lại bị quân Kim đánh bại . Tháng 11 ÂL , Lưu Ca biết tin hậu phương của Vạn Nô trống rỗng, bèn đem quân phá Đông Kinh (Vạn Nô buộc phải xin hàng Mông Cổ). Bọn Gia Luật Tư Bất khuyên Lưu Ca xưng đế, ông nói: Ngày trước tôi cùng Án Trần Na Diễn thề ước, nguyện nương nhờ nước Đại Mông Cổ, dẹp yên bờ cõi. Nếu nuốt lời ấy mà tự xưng hoàng đế ở miền đông, là chống lại ông trời đấy. Chống lại ông trời hẳn là sai lầm lớn vậy. Bọn họ cố nài, Lưu Ca xưng bệnh không ra ngoài, ngầm cùng con trai là Tiết Đồ đem 90 xe đồ vàng, 500 thẻ bạc, đến Án Thản Bột Đô Hãn chầu bái Thành Cát Tư hãn .

## Vào chầu Đại hãn
Trong số những thủ lĩnh phản kháng nhà Kim đến cống nạp , Lưu Ca không phải là người sớm nhất, Thành Cát Tư hãn cũng có lệnh ai đến trước thì gặp trước, nhưng lại cho rằng Lưu Ca trượng nghĩa hiệu thuận, không như những kẻ khác chịu bức bách mà đến, nên gọi Lưu Ca vào trước. Sau khi gặp mặt, Thành Cát Tư hãn rất hài lòng, nói với tả hữu rằng: Phàm những gì Lưu Ca hiến, đem cáo với trời, rồi mới nhận. Người Mông Cổ bày những thứ ấy trên giạ trắng, sau 7 ngày mới nạp vào các kho. Nhân đó Thành Cát Tư hãn hỏi quan chức của Lưu Ca, ông đáp: Là Liêu vương. Thành Cát Tư hãn mệnh ban Kim hổ phù, vẫn cho làm Liêu vương; lại hỏi có bao nhiêu hộ tịch, đáp rằng: Hơn 60 vạn. Nhân đó Thành Cát Tư hãn mệnh cho Lưu Ca điều động 3000 người làm Ngốc Lỗ Hoa quân , lấy 300 người Mông Cổ đi chọn; Lưu Ca sai đại phu Khất Nô , an phủ Ngốc Ca  cùng họ trở về. Khi phá Đông Kinh, Khả Đặc Ca chiếm vợ của Vạn Nô là Lý Tiên Nga, Lưu Ca không bằng lòng; đến nay Thành Cát Tư hãn gửi lời trách mắng, đòi bắt ông ta về chịu tội. Khả Đặc Ca sợ, bèn cùng bọn Gia Luật Tư Bất tuyên bố "Lưu Ca đã chết", rồi tiến hành nổi loạn, tấn công 300 người Mông Cổ, chỉ có ba người chạy thoát. Biết tin, Thành Cát Tư hãn vỗ về Lưu Ca, hứa rằng sẽ phong thưởng bội hậu, cho mượn quân đội quay về giành lại những gì đã mất.

## Mượn quân dẹp loạn
Năm 1216 , bọn Khất Nô, Kim Sơn, Thanh Cẩu, Thống Cổ Dữ giúp Gia Luật Tư Bất xưng đế ở Trừng Châu, quốc hiệu là Liêu, đổi niên hiệu là Thiên Uy , lấy anh trai Lưu Ca là Độc Lạt  làm bình chương, đặt trăm quan. Được hơn 1 tháng, nguyên soái Thanh Cẩu bỏ phản quân Khiết Đan quay về với nhà Kim, còn Tư Bất ở ngôi được hơn 70 ngày thì bị bộ hạ giết chết. Phản quân cử thừa tướng Khất Nô làm giám quốc, Khất Nô cùng Hành nguyên soái Nha Nhi  chia binh, dân làm 2 cánh trái, phải, đồn trú ở khoảng giữ 2 quan Khai Châu, Bảo Châu. Tướng Kim giữ Cái Châu  là Chúng Gia Nô  đem quân đánh bại phản quân Khiết Đan ở Khai Châu, khiến phản quân chạy về Đại Phu Doanh. Lưu Ca đưa vài ngàn quân Mông Cổ kéo đến, giành lại anh trai Độc Lạt và vợ mình Diêu Lý thị cùng 2000 hộ. Khất Nô, Nha Nhi đưa mấy vạn tàn quân chạy về phía đông, Lưu Ca đuổi theo không kịp, vượt Liêu Hà trở về, chiêu phủ Ỷ Châu, Quảng Ninh, dời dân đến phủ Lâm Hoàng. Khất Nô vượt sông Áp Lục, chạy vào Cao Ly, sau đó bị Kim Sơn giết chết. Kim Sơn tự xưng quốc vương, đổi niên hiệu là Thiên Đức, sau đó bị Thống Cổ Dữ giết chết. Thống Cổ Dữ tự lập làm chúa, sau đó bị Hảm Xá  giết chết. Hảm Xá cũng tự lập làm chúa.
Năm 1217 , Lưu Ca đưa quân Khiết Đan cùng quân Mông Cổ của nguyên soái Cáp Chân, phó soái Trát Lạt Diệc Nhi Đài  lên đến 10 vạn người, hợp với quân Đông Hạ của nguyên soái Hồ Thổ  vào Cao Ly, vây Hảm Xá ở thành Giang Đông. Liên quân đòi Cao Ly cho mượn lương mượn lính, Cao Ly đem ra ngàn thạch lương thực, sai tướng là Triệu Xung, Kim Tựu Lệ đem 40 vạn người đến hội sư. Tháng giêng ÂL năm sau (1219) , liên quân hãm thành, Hảm Xá tự thắt cổ. Lưu Ca thu lấy quân dân trong thành đem về, an trí họ ở Tây Lâu.

## Qua đời
Cuối năm 1220 , Lưu Ca mất, hưởng thọ 56 tuổi.
Diêu Lý thị đến báo tang, gặp lúc Thành Cát Tư hãn tây chinh, hoàng thái đệ Thiết Mộc Ca Oát Xích Cân (Temuge Otchigin) thừa chế cho Diêu Lý thị được quyền lãnh đạo lực lượng của Lưu Ca 7 năm. Năm 1226 , Thành Cát Tư hãn trở về, Diêu Lý thị đem theo con trai là Thiện Ca, Thiết Ca, Vĩnh An, cháu trai là Tháp Tháp Nhi, cháu nội là Thu Quốc Nô, gặp Đại hãn ở hành tại là thành A Lý Tưu thuộc nước Tây Hạ . Thành Cát Tư hãn nói: Chim ưng khỏe không đến được đất này, mày là đàn bà lại có thể à!? rồi ban rượu, an ủi rất nhiều. Diêu Lý thị tâu rằng: Lưu Ca đã mất, quan dân thiếu chủ, con trưởng là Tiết Đồ hỗ tùng (tức là hộ vệ hoàng đế) đã lâu, xin lấy con thứ là Thiện Ca thay thế, để hắn trở về tập tước. Thành Cát Tư hãn nói: Tiết Đồ nay là người Mông Cổ rồi, hắn theo trẫm đánh Tây Vực, Hồi Hồi vây Thái tử ở thành Hợp Mê, Tiết Đồ đưa ngàn quân cứu ra được, bản thân trúng sóc; lại ở thành Bồ Hoa, Tầm Tư Kiền cùng Hồi Hồi giao chiến, bị thương vì tên lạc. Đã tích đủ công lao để làm Bạt đô lỗ, không thể sai đi, hãy để Thiện Ca tập tước của cha. Diêu Lý thị lạy mà khóc nói: Tiết Đồ do vợ trước của Lưu Ca sinh ra, là đích tử, nên được lập. Thiện Ca là do tì tử sinh ra, nếu được lập, là bởi ích kỷ mà làm trái luân thường, tì tử thiết nghĩ không thể làm vậy. Thành Cát Tư hãn khen là người hiền, cấp 40 ngựa dịch, đem mẹ con Diêu Lý thị tòng chinh Tây Hạ, ban 9 tù binh Hạ, 9 thớt ngựa, 9 đĩnh bạc, mỗi loại vật dụng đều có chín món; hứa cho Tiết Đồ tập tước, giữ lại Thiện Ca, Tháp Tháp Nhi, Thu Quốc Nô, chỉ còn con út Vĩnh An theo mẹ về miền đông.

## Gia đình

### Con trai
- Gia Luật Tiết Đồ (1193 – 1238), trở thành con tin và phục vụ quân đội Mông Cổ từ cuối năm 1215. Vào lúc Lưu Ca mất (1220), Tiết Đồ đang tham gia cuộc tây chinh của người Mông Cổ, có nhiều chiến công, được ban hiệu Bạt đô lỗ. Năm 1227, Thành Cát Tư hãn đáp ứng thỉnh cầu của mẹ kế Tiết Đồ là Diêu Lý thị, cho phép Tiết Đồ quay về nối tước của Lưu Ca, triệu Tiết Đồ mà dụ rằng: "Khi xưa người Nữ Chân càn rỡ, cha mày khởi binh, từ Liêu Đông hội sư với trẫm, còn có thể cắt đứt tình thân, để mày phụng sự trẫm, tấm lòng trong sáng thành thật ấy thật đáng khen. Kế đó kẻ gian là bọn Da Luật Tư Bật làm phản, nhân dân ly tán. Người muốn ăn thịt cha con mày, nay chẳng còn ai nữa! Trẫm lấy tình anh em đối đãi với cha mày, thì mày cũng như con ta; cha mày đã mất rồi, mày với em ta Biệt Lặc Cổ Đài [37] đều quản hạt quân mã, làm Đệ tam thiên hộ." Tiết Đồ thụ mệnh. Năm 1229, Tiết Đồ theo Hãn Oa Khoát Đài đánh Nam Tống, có công, được ban 400 ngựa, 600 bò, 200 dê. Năm 1230, Tiết Đồ nhận lệnh cùng Trát Lạt Diệc Nhi Đài [38] đông chinh, thu lấy dân chúng mà Lưu Ca để lại, dời sang trấn giữ phủ Quảng Ninh, làm Hành Quảng Ninh lộ đô nguyên soái phủ sự. Trong thời gian 1230 – 1237, liên tiếp tham gia tấn công Cao Ly, Đông Hạ (của Bồ Tiên Vạn Nô), giành lại hơn 6000 hộ. Năm 1238, mất, hưởng thọ 46 tuổi.
- Gia Luật Thiện Ca (1213/1215 – 1264), được ban tên Mông Cổ Ngạt, từ năm 1226 trở thành con tin ở Mông Cổ, nhận lệnh đi theo thân vương Khẩu Ôn Bất Hoa. Năm 1230 [39], tham gia đánh phá bảo Thiên Thành. Năm sau (1231), tham gia đánh hạ phủ Phượng Tường. Nhờ công được nhận hiệu Sung Bạt đô lỗ. Năm 1232 [40], đưa 3000 quân vượt Hoàng Hà, hội họp với đại quân của Hãn Oa Khoát Đài, tham gia đánh Kim. Sau đó tham gia đánh Nam Tống, chiếm Quang Châu, Táo Dương, từ Thiên hộ thăng Quảng Ninh doãn. Năm 1264, mất, hưởng thọ 52 tuổi [41].
- Gia Luật Thiết Ca
- Gia Luật Vĩnh An

### Cháu nội
- Con Tiết Đồ là Gia Luật Thu Quốc Nô (1215 – 1259), từ năm 1226 trở thành con tin ở Mông Cổ, làm đến Hành Quảng Ninh phủ lộ tổng quản quân dân vạn hộ phủ sự, đổi tên là Thạch Lạt. Tham gia đánh Cao Ly, có công. Năm 1251 [42], Hãn Mông Ca cho rằng Thạch Lạt 3 đời ra sức vì nước, mệnh cho tạo thêm hổ phù để ban cho, lệnh Thạch Lạt giúp chư vương Dã Khổ [43], Trát Lạt Diệc Nhi Đài [44] khống chế Cao Ly. Năm 1259 [45], mất, hưởng thọ 45 tuổi.
- Con Thiện Ca là Gia Luật Thiên Hữu được tập chức Quảng Ninh thiên hộ, đổi làm Quảng Ninh huyện doãn.

### Chắt nội
- Con Thu Quốc Nô là Gia Luật Cổ Nãi (1234 – 1269) được kế tự, làm Quảng Ninh doãn. Năm 1260, theo chư vương Cáp Đan, Bất Giả đánh dẹp A Lam Đáp Nhi, Hồn Đô Hải ở Sơn Đan, phá được. Năm 1262, tòng chinh Lý Thản, có công phá Dịch Sơn, được nhận thưởng. Năm 1269, nhà Nguyên hợp Quảng Ninh lộ với Đông Kinh, nên Cổ Nãi rời chức, nước Đông Liêu bị phế trừ. Mất trong năm ấy, hưởng thọ 36 tuổi. Con là Thắc Ca.